# Приморское (Новоазовский район)
Примо́рское (укр. Приморське) — село на Украине находится в Новоазовском районе Донецкой области. Под контролем самопровозглашённой Донецкой Народной Республики.

## География

#### Соседние населённые пункты по странам света
С: Луково, Петровское, Шевченко (Тельмановского района)
СЗ: Николаевка
СВ: Запорожец
З: Набережное, Таврическое, Капланы
В: Дерсово
ЮЗ: Сосновское
ЮВ: Шевченко (Новоазовского района), Чумак
Ю: Украинское, Первомайское, Красноармейское

## Общие сведения
Код КОАТУУ — 1423685501. Почтовый индекс — 87643. Телефонный код — 6296.

## Население
- 1970 — 1 302 чел.
- 1976 — 1 495 чел.
- 2001 — 1 407 чел. (перепись)

В 2001 году родным языком назвали:
- русский язык — 856 чел. (60,84 %)
- украинский язык — 546 чел. (38,81 %)
- молдавский язык — 4 чел. (0,28 %)

## Адрес местного совета
87643, Донецкая область, Новоазовский район, с. Приморское, ул. Советская, д.5
Председатели:
С 2018 года: Скороход Татьяна Николаевна
С 2010 по 2018: Марченко Светлана Викторовна